# Поштова адміністрація ООН
Поштова адміністрація Організації Об'єднаних Націй (англ. United Nations Postal Administration — UNPA) — поштове відомство ООН. Воно випускає поштові марки й цілісні речі з позначенням номіналу в доларах для офісу ООН в Нью-Йорку, у швейцарських франках для офісу ООН в Женеві й у євро (раніше в шилінгах) для офісу ООН у Відні. Стягувані поштові тарифи ідентичні тарифам держави, де розташований відповідний офіс ООН.

## Використання марок і обмеження
У кожному конкретному офісі ООН можуть використовуватися тільки марки ООН з номіналом у відповідній валюті. Однак на практиці більшість органів ООН використовує франкувальні машини, а марки найбільш часто купують туристи та колекціонери. Оскільки марки не можна використовувати поза стінами офісів ООН, їх можна купувати гуртом на вторинному ринку зі знижкою за вартістю набагато нижче номіналу.
Як правило, поштове відправлення треба приносити в офіс ООН і франкувати відповідними марками ООН. Однак періодично, за домовленістю з Поштовою службою США, Поштова адміністрація ООН відкриває тимчасові поштові відділення в інших місцях, зазвичай на філателістичних виставках або на спеціальних заходах.
Поштове відомство ООН також відповідає за впорядкування та доставляння пошти в офіси, що знаходяться в його віданні.